# Palazzo San Giacomo (Russi)

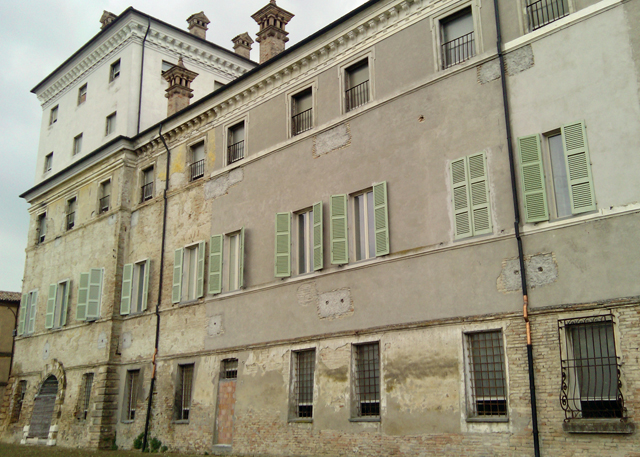
Rechter Flügel des Palazzo San Giacomo in Russi

Der Palazzo San Giacomo (E’ muraiòn in Romagnol) oder Palazzo Rasponi ist ein Barockpalast aus dem 17. Jahrhundert in Russi in der italienischen Region Emilia-Romagna. Das Gebäude in der Via Carrarone Rasponi war jahrhundertelang die Sommerresidenz der Rasponis, einer Adelsfamilie aus Ravenna.

## Geschichte
1664 kaufte Graf Guido Carlo Rasponi, der jüngere Bruder des Kardinals Cesare Rasponi, den Bauernhof von Raffanara, etwa 2 km entfernt der Siedlung Russi.
Auf dem Bauernhof gab es zwei Gebäude. Das ältere war eine Kirche, die dem Heiligen Jakob (it.: San Giacomo) geweiht war und aus dem 12. Jahrhundert stammte. Auf dem rechten Ufer des Lamone gab es die Ruinen eines Castrums. Die Rasponis ließen ihre Sommerresidenz auf den Ruinen des alten Heerlagers errichten. Der Palast wurde im Laufe der Jahre von den Erben von Guido Carlo Rasponi nach und nach verschönert.
Die Imposanz, die der Komplex auf der Seite zum Fluss in der zweiten Hälfte des 18. Jahrhunderts erreicht hatte und die nach dem späteren Abriss fast verschwunden war, erstand wieder in einem Gemälde von Antonio Joli, das dieser 2019 malte. Vor dem Hauptbaukörper zwischen den beiden Türmen lag eine dramatische Loggia mit zwei Seitenschiffen, die sich zu einem weitläufigen Hof hin öffnete, der durch eine gepflegte Umfassungsmauer begrenzt war, die durch ein Paar Lisenen verstärkt und unterbrochen war. Die drei Tore der Umfassungsmauer waren von hohen Pilastern flankiert, von denen jeder ein Paar Statuen trug, insgesamt also 12. Das Tor vor der Loggia und der weite Hofraum öffneten sich in der Mitte eines gekrümmten Mauerabschnittes, der von der viereckigen Umfassungsmauer vorsprang, sodass er bis zum Ufer des Lamone reichte, auf dem die Eigentümer ihren Palast auf einem Bucentaurus erreichten. Dieses Tor, das somit das Haupttor war, wurde von einem Turm und der Kirche flankiert, die in der Umfassungsmauer eingeschlossen waren. Davor lagen zwei niedrige, kreisrunde Konstruktionen, die teilweise schon von den Bäumen umschlossen waren, die, zusammen mit den Obsthainen und Gärten, die architektonische Wirkung des Gebäudes auf allen Seiten des gegliederten und harmonischen Komplexes verstärkten.
Während des Risorgimento wurde der Palast, der nur im Sommer bewohnt war, zu einem Versteck für die Revolutionäre und es fanden dort heimliche Treffen statt. Nach 1880 nutzte die Familie Rasponi die Residenz nicht mehr.
Anfang des 20. Jahrhunderts wurden der italienische Garten und viele weitere architektonische Elemente des Palastes zerstört.
1947 fiel das Anwesen an das Bistum Faenza. In den folgenden Jahren verschwanden alle Möbel und Einrichtungsgegenstände.
Seit 1975 gehört der Palast der Gemeinde Russi. Heute sind nur noch die Mauern mit den wertvollen Fresken erhalten. Das Baudenkmal ist zu besichtigen. Im Laufe der Jahre führte durch das Dach eindringendes Regenwasser zum Einsturz einiger Gewölbe mit Fresken.

## Beschreibung

### Fassaden
Der Palazzo San Giacomo war die erste Sommerresidenz der Grafen Rasponi, die vor dem 17. Jahrhundert noch nie auf dem Lande gelebt hatten. Das Gebäude erfüllte die (neue) Funktion einer bäuerlichen Residenz, behielt aber auch den Charakter des (alten) Castrums: Es hatte zwei potente Seitentürme.
Bei der originalen Anlage des Gebäudes wurden alle albertinischen Regeln beachtet: Die Höhe des ersten Obergeschosses gegenüber dem Erdgeschoss, das mit Küchen und Diensträumen ausgestattete Erdgeschoss und die Türme auf beiden Seiten der Fassade.
Das Gebäude aus dem 17. Jahrhundert war 84,5 Meter lang und damit größer als das heutige Gebäude. Am mittleren Baukörper gab es drei Geschosse, während die beiden Seitentürme deren fünf hatten. Um das Gebäude herum gab es eine Getreidemühle, zwei Fischteiche und ein Eishaus, die die Versorgung des Palastes ermöglichten, sowie einen italienischen Garten. Es scheint, dass der Architekt des Palastes eben jener Guido Carlo Rasponi war, dem das Anwesen auch gehörte.
Das Haupttor in der Mitte, umgeben von weißem Kalkstein aus Istrien, der später hinzugefügt wurde, blieb erhalten. Über ihm ist ein eiserner Balkon angebracht, der durch ein Putto getragen wird. Auf dem Bogen des Tores erscheint das Wappen der Familie Rasponi: Zwei ineinander verschlungene Löwenpranken, überragt von Kopf eines Mohren mit verbundenen Augen und der Krone.
Die perfekt rechtwinklige Straßenachse, die von der Provinzstraße zum Palast führt, ein wahrlich „triumphaler Eingang“ nach San Giacomo, wurde vom Sohn Filippo von Guido Carlo Rasponi konzipiert.

### Innenräume
Die Innenräume sind mit Fresken verziert. Die Dekorationen im ersten Obergeschoss umfassen den vielleicht umfangreichsten Gemäldezyklus, der in der Romagna zwischen den 17. und dem 18. Jahrhundert geschaffen wurde:
- im, dem Kardinal Cesare Rasponi gewidmeten Saal: Fresken von Cesare Pronti aus Cattolica und Filippo Pasquali aus Forlì, einem Schüler der Werkstatt von Carlo Cignani
- Zyklus mit den Göttern, die die Wochentage repräsentieren (Saturn, Merkur, Jupiter, Venus, Mars und der Mond)
- Reihe von Sälen mit Allegorien der Tierkreiszeichen (Saal der Fische, Saal des Wassermanns, Saal des Schützen, Saal des Steinbocks, Saal des Orinon, Saal der Zwillinge, Saal des Krebses, Saal des Löwen, Saal der Jungfrau, Saal der Waage)
- kleiner Saal in der Mitte mit den Allegorien der vier Erdteile, die man laut der Ikonographie, die Ende des 16. Jahrhunderts von Cesare Ripa geschaffen wurde, zum Erstellungszeitpunkt kannte: In der Mitte der Decke ist die Sonne abgebildet, an den vier Ecken Europa, Asien, Afrika und Amerika mit ihren Identifikationssymbolen.
- kleiner Saal des Nordturms mit der Allegorie der Liebe
- Alkovensaal mit Darstellungen von Zeus und Venus

Die Fresken wurden in drei unterschiedlichen Zyklen aufgrund drei verschiedener Aufträge durchgeführt. Den ersten Zyklus beauftragte Guido Carlo Rasponi, der die Galerie mit Fresken versehen ließ (die ersten beiden Punkte der Liste). Der Sohn Filippo Rasponi setzte das Werk mit der Bestellung der Fresken mit Tierkreiszeichen fort, womit die Dekorationen im ersten Obergeschoss zwischen 1696 und 1698 abgeschlossen waren. Die Maler, die die Arbeiten ausführten, waren: Philip J. Woerndle, Christof Woerndle, Ercole Sangiorgio und Andreas Kinderman. Der Sohn Cesare ließ die Dekorationen fertigstellen, indem er das Thema der Wochentage um 1750 anschließen ließ. Damit waren die Maler Mariano Collina und Giovanni Battista Sandoni betraut.

### Die Kirche
In den Jahren zwischen 1750 und 1774 wurde unter der Leitung des Architekten Cosimo Morelli die Kirche neben dem Palast errichtet; sie erfüllte die Funktion einer Familienkapelle.
Für die Konzeption des Innenraumes nützte Morelli die korinthische Ordnung und ließ über dem Chor eine Kuppel mit kleiner Laterne aufbauen. Im Außenbereich wollte er eine architektonische und funktionelle Einheit von Kirche und Palast herstellen. Die beiden Gebäude sind durch einen doppelten Übergang miteinander verbunden, einen im Erdgeschoss (für die Dienerschaft) und einen im ersten Obergeschoss (für die Adligen).
Bis 1880 konnte man im Inneren drei Altarbilder bewundern. Heute sind diese im Diözesanseminar von Faenza untergebracht (Russi gehört zum Bistum Faenza-Modigliana).

## Bildergalerie

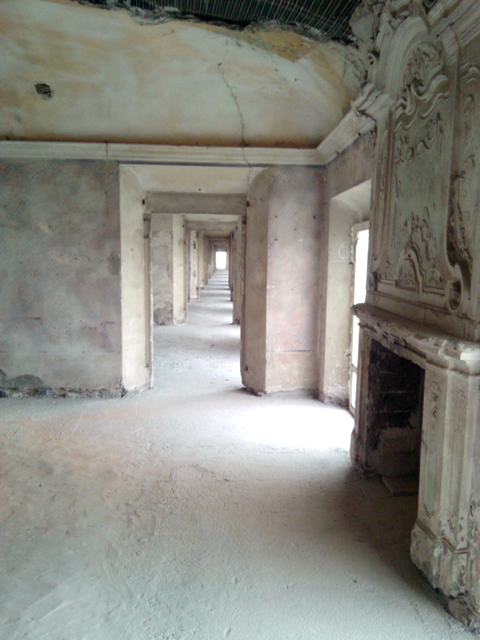
Korridor im dritten Obergeschoss
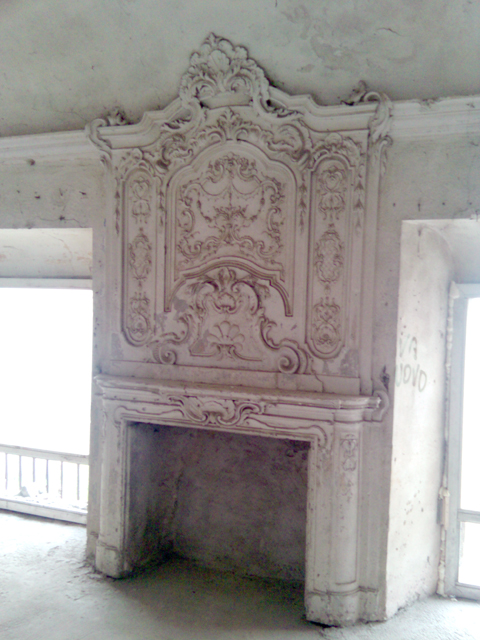
Offener Kamin im dritten Obergeschoss
Kirche neben dem Palast, die dem Heiligen Jakob geweiht ist (1750)